# Ville-sur-Retourne
 Ville-sur-Retourne  là một xã ở tỉnh Ardennes, thuộc vùng Grand Est ở phía bắc nước Pháp.